# Xyris bicephala
Xyris bicephala là một loài thực vật hạt kín trong họ Hoàng đầu. Loài này được Gleason miêu tả khoa học đầu tiên năm 1939.